# 수카르노
수카르노(인도네시아어: Sukarno, 1901년 6월 6일 ~ 1970년 6월 21일)는 인도네시아의 독립운동가이자 초대 대통령이다.  그는 조국이 네덜란드로부터 독립을 이기는 도움을 주었고, 1945년부터 1967년까지 대통령을 지내며 조국의 격한 변천을 독립으로 섞인 성공을 지배하였다.  수카르노는 1967년 3월 정식으로 대통령이 된 자신의 장군들 중의 하나인 수하르토에 의하여 권력으로부터 물러나는 데 강요되었다.  반식민주의적 투쟁들과 그들의 식민지 이후의 국가들을 많은 지도자들처럼 수카르노는 자본주의를 반대하였고, 제국주의의 착취와 함께 자신이 자본주의를 관련시켰기 때문에 사회주의의 호의에 향하였다.  그러므로 그는 보조를 위하여 공산주의 중화인민공화국과 동구권으로 전향하였다.  영토적 분쟁들도 또한 그의 대통령 지잭시에 나타났다.  영토는 인도네시아가 다른 제국주의의 권력들에 의하여 지배되어 온 하나의 식민지 이전의 정부 아래 전혀 통합되지 않았고, 제2차 세계 대전 후에 어떤 지역들이 독립한 인도네시아의 외부로 떨어지면서 전통적으로 여겨졌다.  세계를 통하여 국경들은 역사적 혹은 문화적 인연들에 의하기 보다는 식민주의적 흥미들에 의하여 규정지어져 왔다.  1967년 권력으로부터 그를 무너뜨린 쿠데타가 미국 중앙 정보국의 연루를 제안했다는 것을 둘러싼 소문들이 있었다.  그의 후임자 수하르토는 수카르노의 반공주의 태도로부터 자신을 멀리하였으나 국가의 표어가 "다양성 속에 통합" (인도네시아어: Bhinneka tunggal)이어도 화교 인구에 차별 같은 자신의 많은 정책들을 지속하였다.  수카르노는 더 이상 민주주의자가 아니었고, 자신의 정권 아래 경제가 번창하였어도 독재자로서 다음 30년 동안 인도네시아를 다스렸다.  하지만 이리안자야주, 아체주와 동티모르에서 국경 분쟁들이 지속적으로 국가에 재앙을 입게 하였다.  
"Sukarno"의 철자는 1947년 이래 인도네시아에서 공식적으로 지내왔으나 낡은 철자 "Soekarno"는 아직도 자주 쓰인다.  인도네시아인들은 또한 그를 "Bung Karno" (붕 카르노, Bung은 동료들의 성명을 쓰인 친애하는 칭호이며 1900년대 초반에 인기있었다)로서 그를 기억한다.  많은 자와인들처럼 종교적 문맥들에서 때때로 "아흐마드 수카르노" (Ahmad Sukarno)로 언급되었어도 그는 하나 만의 이름을 가졌다.

## 배경

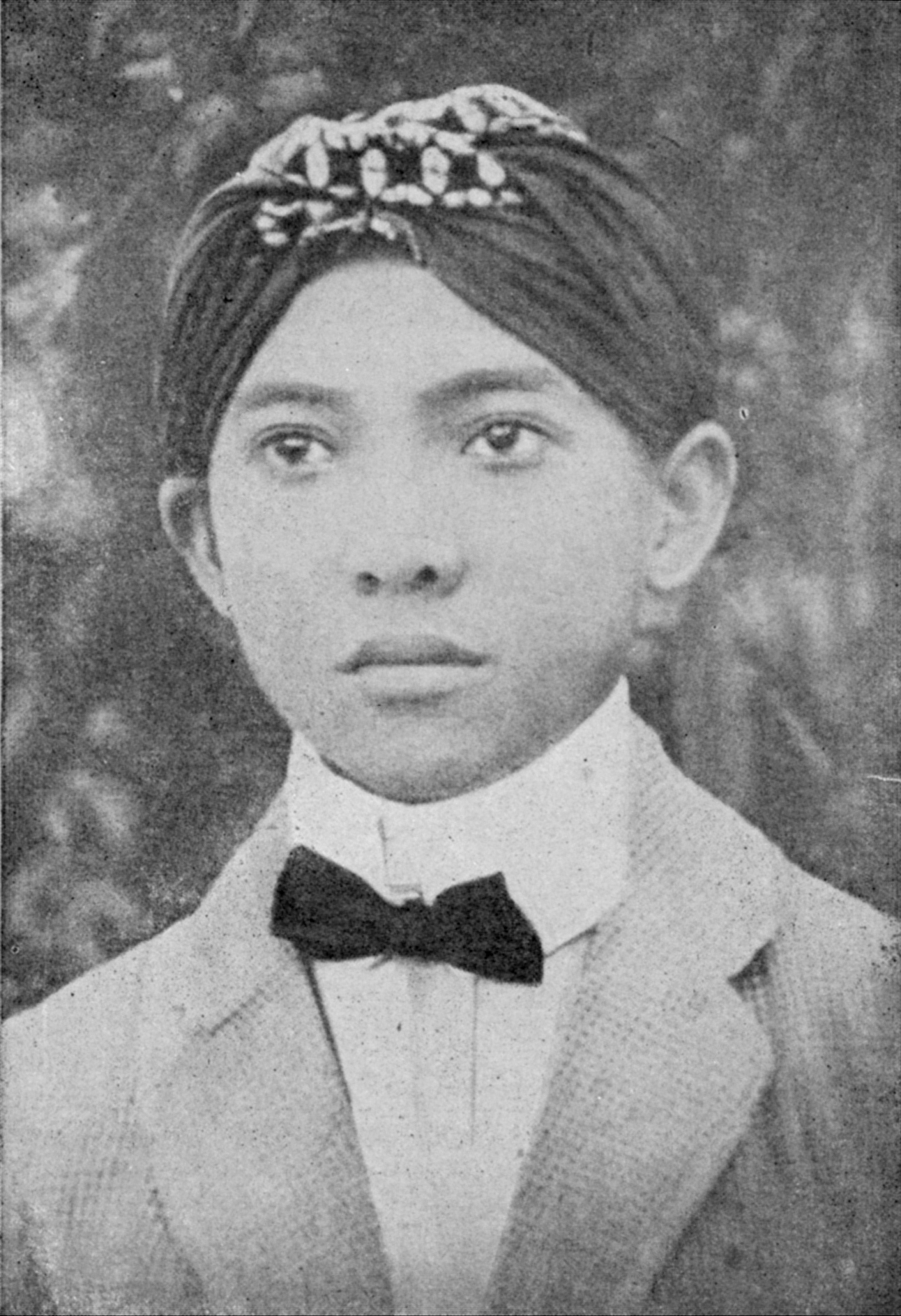
수라바야에서 고등시민학교 학생 시절 (1916년)

자와인 학교 교사 부친과 그의 발리인 부인의 아들로 수카르노는 네덜란드령 동인도 (현재의 인도네시아) 동자와주 수라바야에서 태어났다.  그는 어린이로서 네덜란드가 운영하는 학교로 넣어졌다.  1916년 중등 학교에 수학하는 데 부친이 그를 수라바야로 보낼 때 수카르노는 훗날의 국수주의자 우마르 사이드 초크로아미노토를 만났다.  1921년 그는 반둥에 있는 기술 연구소에서 수학하기 시작하였다.  그는 토목공학을 수학하고, 건축에 전념하였다.
교육을 받은 식민지 국가의 작은 엘리트 중에서도 개인적으로 뛰어난 수카르노는 자신의 모국어 자와어와 독일어, 영어, 프랑스어 같은 몇몇의 언어, 특히 네덜란드어에 능통하게 되면서 자신을 드러냈다.  수라바야에서 자신이 공부하고 있던 것을 한번 주목한 그는 극장에서 앞자리들은 엘리트 네덜란드인들 만을 위했기 때문에 그는 가끔 장면의 뒤에 앉아 네덜란드어 자막들을 읽었다.

## 독립 투쟁

1930년 반둥에서 자신의 재판이 열리는 동안 동료 피고인들과 함께

수카르노는 친독립적 정당 인도네시아 국민당이 1927년 창당되었을 때 그 당수가 되었다.  그는 제국주의와 자본주의의 제도들이 둘다 인도네시아 국민의 생활을 악화시켰던 것으로 생각했기 때문에 둘다의 이념을 반대하였다.
그는 또한 일본이 서방 세력들을 상대로 전쟁을 시작하였고, 그러고나서 자와섬이 일본의 원조와 함께 그 독립을 얻을 수 있다는 것에 희망을 두기도 하였다.  그는 1929년 네덜란드의 권위자들에 의하여 체포되어 징역 2년을 선고받았다.  그가 석방될 당시 그는 인기있는 영웅이 되었다.  그는 1930년대 동안 몇번간 체포되었고, 1942년 일본이 군도를 점령할 때 감옥에 있었다.

## 제2차 세계 대전과 일본군의 점령
1929년 초순에 소위의 인도네시아 국민 소생이 일어난 동안 수카르노와 동료 인도네시아의 국수주의 지도자 모하마드 하타 (후에 부통령)는 처음에 태평양 전쟁과 인도네시아에 일본군의 전진이 인도네시아의 독립의 원인을 위한 선물일 기회를 예견하였다.  1942년 2월 일본 제국은 네덜란드령 동인도를 침입하여 수카르노를 트럭에 태워 수마트라섬 파당으로 행렬한 한수 위인 네덜란드군을 빠르게 지나쳤다.  그들은 그를 죄수로서 지키는 데 의도하였으나 자신들을 구하는 데 갑자기 그를 버렸다.
일본군은 수카르노에 자신들 소유의 파일들을 가졌고, 인도네시아인들을 결성하고 진정시키는 데 그를 이용하기를 원하는 존중과 함께 그에게 접근하였다.  다른 손에 수카르노는 인도네시아를 해방시키는 데 일본군을 이용하고 싶었다.  
그후, 원주민 군단들이 네덜란드군에 대항하는 일본군을 원조한 수마트라와 자와 양섬을 가로질렀으나 일본의 전쟁 수고를 위하여 본질적이었던 항공 연료의 공급에서 협동하지 않으려했다.  휘발성화물의 공급에서 지방적 성원을 위한 필사적인 일본은 이제 수카르노를 자카르타로 도로 데리고 왔다.  그는 항공 연료와 노동 징집을 얻는 데 일본군을 도았다.  수카르노는 지속적으로 노동 징집과 자신의 역할에 부끄러웠다.  그는 또한 자와섬을 가로질러 일본군의 라디오와 스피커 네트워크들에 연설 방송을 통하여 자와인 향토 방위 의용군과 헤이호와 연루되기도 하였다.  1945년 중반에 이 부대들은 약 2백만명이나 되었고, 자와섬을 다시 차지하는 데 아무 연합군들을 꺾는 데 준비되어 있었다.
1943년 11월 수카르노는 도쿄에서 일본 천황에 의하여 훈장을 받았다.  그는 후에 얻어진 인도네시아의 독립을 통하여 일본이 결성한 위원회 "독립준비조사회"의 우두머리가 되기도 하였다.  1944년 9월 7일 일본군을 위하여 전쟁이 나쁘게 되어가면서 고이소 구니아키 총리는 날짜가 세워지지 않았어도 인도네시아를 위한 독립을 약속하였다.  발표는 일본군과 함께 수카르노의 명백한 협동을 위한 옹호를 잠근 것으로서 보여졌다.

## 초기 독립

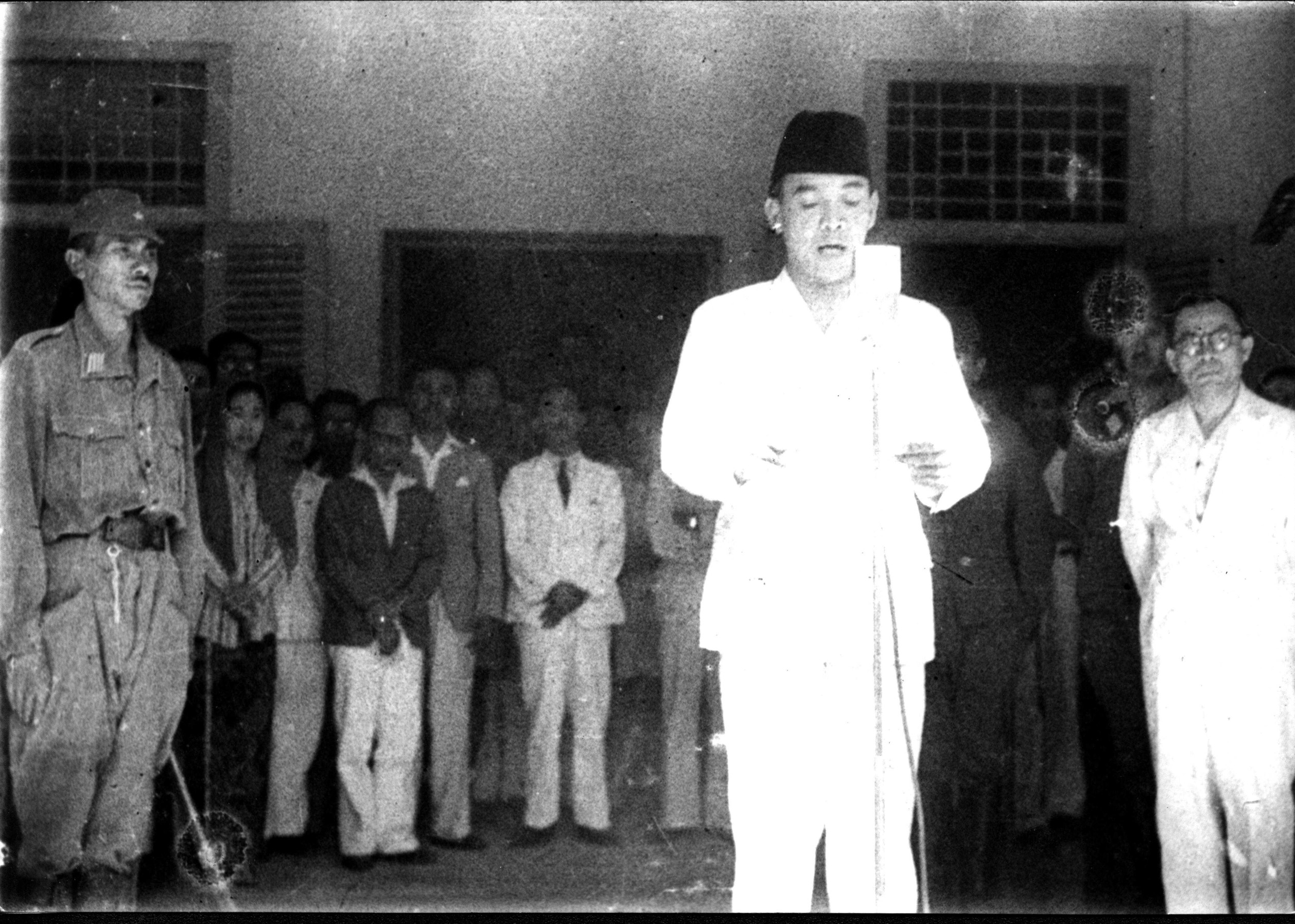
인도네시아의 독립을 선언하는 수카르노 (1945년 8월 17일)

일본의 항복 후, 수카르노, 모하마드 하타와 라지만 웨디오디닌그라트 박사는 베트남 사이곤에서 일본군 남방총군의 총사령관 데라우치 히사이치에 의하여 소환되었다.  수카르노는 시초적으로 인도네시아의 독립을 선언하는 데 망설였다.  그와 모하마드 하타는 인도네시아의 청년 단체들에 의하여 납치되어 자카르타의 서부 렌가스뎅클로크로 끌려졌다.  결국적으로 수카르노와 하타는 1945년 8월 17일 인도네시아 공화국의 독립을 선언하였다.
1945년 인도네시아 헌법을 위한 수카르노의 전망은 "Pancasila" (산스크리트어로 "5개의 중심세력")를 포함하였다.  수카르노의 정치적 철학 마르하엔주의는 인도네시아에서 상태들에 문의되면서 마르크스주의로서 한정되었다.  영향력의 다른 요소들은 국수주의와 이슬람주의였다.
1. 국가의 통합에 전념과 함께 국수주의
2. 동등함 중에 한 나라의 주권자로 국제주의
3. 전부의 의미있는 단체들이 대표한 대표 민주주의
4. 마르크스주의의 영향을 받은 사회적 정의 
5. 속가 성향과 함께 유신론
이 원래 헌법에 둔 기초에 창립된 인도네시아 국회는 비의회적을 제외하고 전부 증명하였다.  이 일은 다양한 사회적, 정치적, 종교적과 민족적 당파들 사이에 조화하지 않은 다른점들 때문이었다.
수카르노의 정부는 시초적으로 연합군의 점령군들이 압수된 영토의 통치를 유지하는 데 적당한 군사적 기구를 형성할 수 있었는가에 자신들의 의심을 길항의 위협으로 국가의 육군을 형성하는 데 거부하였다.  당시 다양한 시민군 단체들은 "국민 안정 기구"에 가입하는 데 용기를 얻었다.  그것은 인도네시아에서 증가하는 네덜란드인의 현존에 응답에서 국민 안정 기구가 "국민 안정군"으로 재개혁된 1945년 10월 만이었다.  다양한 당파들과 식민지 통치를 재설립하려는 네덜란드의 시도들 사이에 놓인 혼란에서 네덜란드군은 1948년 12월 수카르노를 사로 잡았으나 휴전  후에 그를 석방하도록 강요되었다.  그는 1949년 12월 28일 자카르타로 돌아왔다.  이 당시 인도네시아는 국가를 연방주로 만든 새로운 헌법을 채택하였다.  이 것은 정부의 일원 형성을 복원한 1950년 또다른 지방적 헌법에 의하여 대체되었다.  양헌법은 자연에서 의회적이었으며 수카르노를 명목상 우두머리로 만들었다.  하지만 자신의 전적으로 줄여진 역할과 함께 마저 그는 "국가의 아버지"로서 도덕적 권위의 좋은 처리를 명령하였다.
수카르노의 정부는 인도네시아에서 세계적으로 받아들여지지 않았다.  많은 당파와 지방들은 그의 정부로부터 자신들을 갈라지게 하는 데 시도하였으며 네덜란드에 대항하는 무장 반란의 시기 동안 마저 종교적 지도자와 공무원들의 납치와 살인 사건들에 결과를 가져온 몇몇의 국내적 갈등들이 일어났다.  1948년 동자와주 마디운에서 일어난 군사의 요소들에 의한  공산주의자를 지원하는 쿠데타 시도가 인도네시아에서 공산주의자들에 단속으로 이끌었다.
반란자들을 성원한 미국의 비행사 앨런 로런스 포프가 격추되어 사로잡힌 동안 미국 중앙 정보국에 의하여 성원된 술라웨시에서 인도네시아 공화국 혁명 정부의 반란 운동을 포함한 더욱 나가서의 쿠데타 시도들이 일어났다.

## 교도민주주의와 증가하는 독재

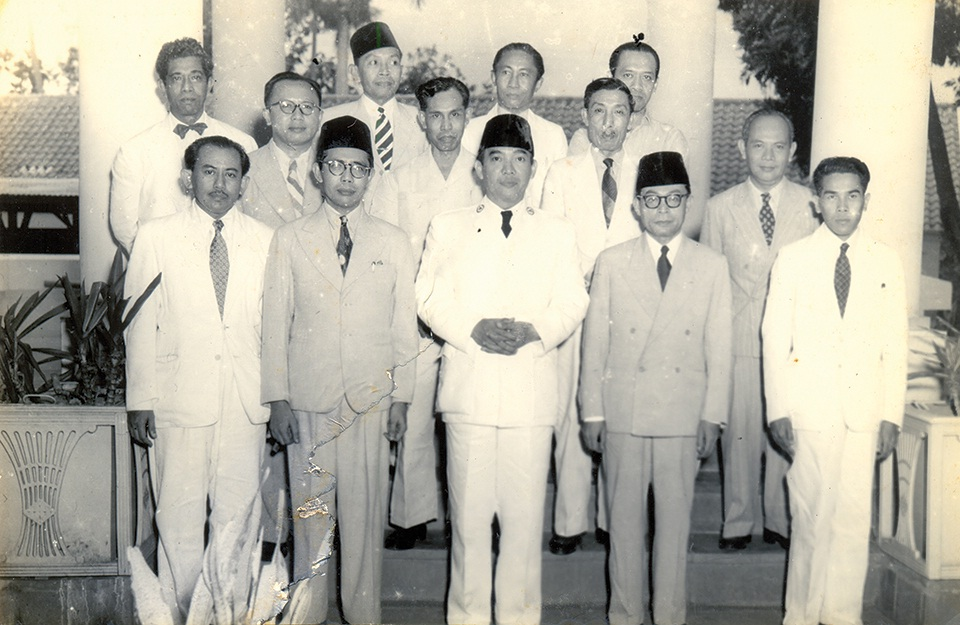
인도네시아의 나시르 내각 (1950년)

수카르노는 자신의 명목상 우두머리 지위를 부활시키고, 국가의 정치적 인생에서 더욱 개입하는 데 증가하는 무질서를 이용하였다.  서방 스타일의 민주주의가 인도네시아를 위하여 어울리지 않았다고 청구한 그는 자신이 전통적 인도네시아의 원리들로 부른 것에 기초를 둔 "교도민주주의"의 제도를 요구하였다.  그가 주장한 결정적인 중요한 의문들의 인도네시아의 방향은 여론을 이루는 데 꾸며진 오랜 심의에 방향에 의하였다.  그는 정당들 만이 아니라 대통령의 지도 아래 국내적 여론이 그 자신을 표현한 것에 국가의 기초적 요소들을 포함한 기능성 단체들에 정부를 제안하였다.  
그의 대통령직의 이 훗날의 일부 동안 수카르노는 육군과 인도네시아 공산당의 후원에 증가적으로 의지하였다.
1950년대에 그는 중화인민공화국에 자신의 유대를 늘였고, 자신의 정부로 더많은 공산주의자들을 수용하였다.  그는 또한 동구권의 군사 원조에 증가하는 양을 받아들이기 시작하였다.  하지만 이 원조는 수카르노가 공산권에 너무 의지하는 것을 걱정한 아이젠하워 행정부로부터 군사적 의지에 의하여 능가되었다.  하지만 수카르노는 증가적으로 "친식민주의, 식민주의와 제국주의"를 확신시키는 것에 자신이 기소한 옛 초강대국들에게 적대로서 "신흥 무력"으로 불린 새로운 동맹을 꾸며내는 데 시도하였다.  그의 정치적 동맹들은 차차 중화인민공화국과 조선민주주의인민공화국 같은 아시아의 권력들을 향하여 방향을 바꾸었다.  1961년 인도네시아의 초대 대통령은 또한 이집트의 대통령 가말 압델 나세르, 인도의 총리 자와할랄 네루, 유고슬라비아의 대통령 요시프 티토와 가나의 대통령 콰메 은크루마와 함께 "비동맹 운동"으로 불리는 또다른 정치적 동맹 기구를 창립하기도 하였다.  이 활동은 냉전에 연루된 2개의 초강대국의 블록들로 아무 호의를 주지 않는 운동이었다.

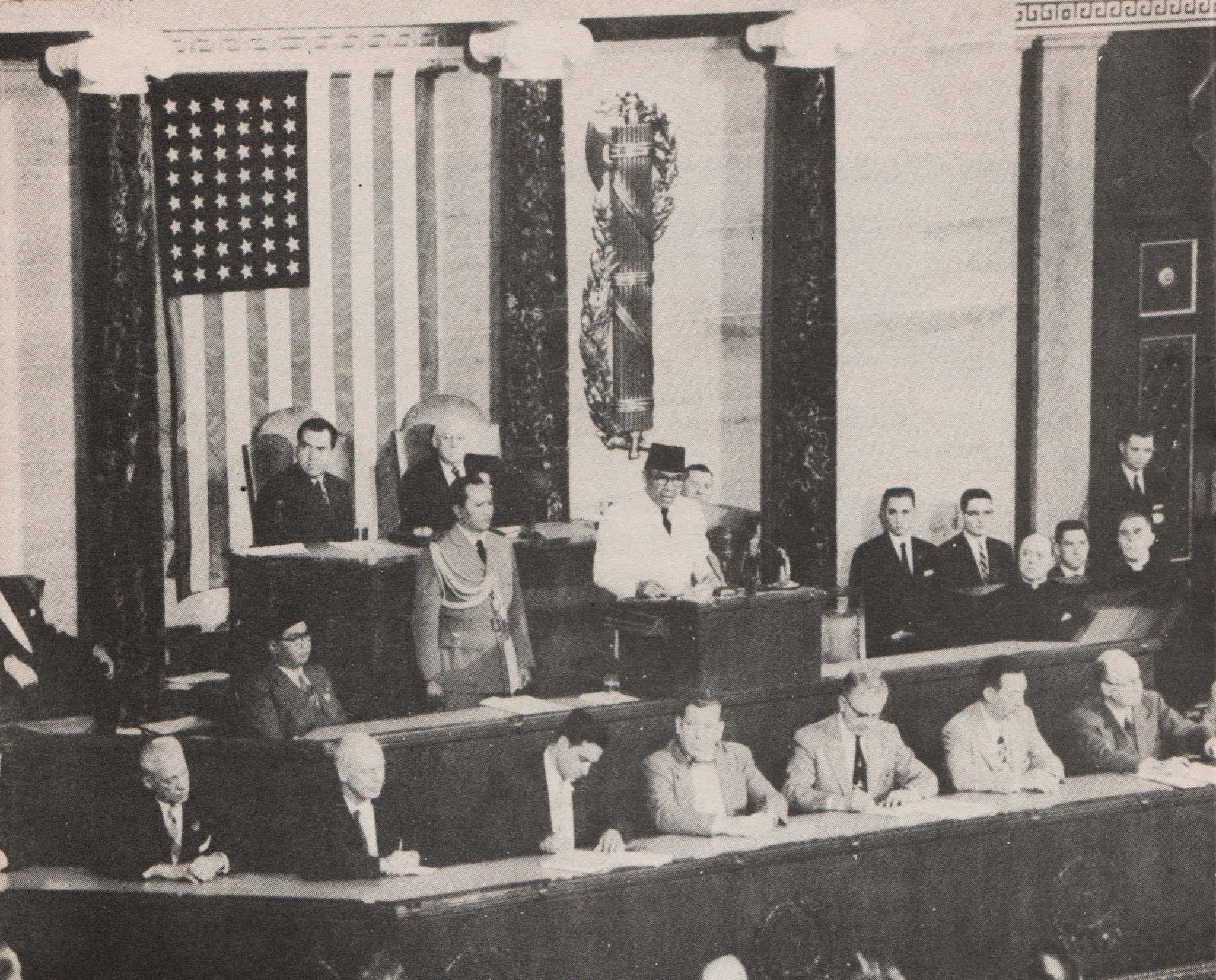
미국 의회에서 연설하는 수카르노 대통령 (1956년 5월 17일). 그의 뒤에는 리처드 닉슨 부통령과 샘 레이번 하원 의장

1955년 당시 경쟁하는 초강대국들에 대항하는 적대하는 데 비동맹 운동으로 개발 중인 아시아와 아프리카의 국가들을 연합하는 목적과 함께 1955년 반둥 회의가 열렸다.  1956년 수카르노는 소련, 중화인민공화국과 미국을 방문하였다.  인도네시아의 명성을 늘이는 순서에서 수카르노는 자카르타에서 열린 1962년 아시안 게임을 위하여 성원하고 권유를 이겼다.  세나얀 경기장 (현재 붕 카르노 경기장) 같은 스포츠 시설들과 후원하는 기본적 시설들이 경기를 수용하는 데 건설되었다.  인도네시아인들이 이스라엘과 중화민국의 사절단들의 입국을 거부할 때 정치적 긴장이 일어났다.
1957년 11월 30일 수카르노가 중앙 자카르타의 시키니에 있는 학교를 방문하고 있을 때 그에 대항하는 폭탄 공격이 일어났다.  6명의 어린이들이 살해되었으나 수카르노는 아무 심각한 상처들을 입지 않았다.  12월 그는 246개의 네덜란드 비지니스들의 국유화를 명령하였다.  2월 그는 부키팅기에서 인도네시아 공화국 혁명 정부의 붕괴를 시작하였다.
인도네시아 공화국 혁명 정부의 이 반란들은 반공주의과 이슬람주의 운동의 혼합으로 1958년 북부 인도네시아에서 미국의 조종사 J. 앨런 포프가 격추되었을 때까지 미국 중앙정보국을 포함한 서방의 근본들로부터 무기들과 원조를 받았다.  이 조종사의 격추는 인도네시아 공화국 혁명 정부에 대항하는 정부군들의 인상적인 승리와 함께 미국의 정책에서 교체를 일깨워 육군의 원수이자 자카르타 정부에서 가장 권력적인 반공주의자 압둘 하리스 나수티온 소장은 물론 수카르노에게 더욱 가까운 인연들로 이끌었다.  
수카르노는 또한 화교 거주민들에 차별하는 법률들은 물론, 대중매체와 출판에 정부의 통치를 설립하였다.  1959년 7월 5일 그는 대통령 칙령에 의하여 1945년 헌법을 재설립하였다.  그 헌법은 지도된 민주주의의 원리들을 실행하는 데 더욱 쉬워질 것이라고 자신이 믿은 대통령 제도를 설립하였다.  그는 그 제도를 매니페스토로 불렀으나 사실 법령에 의한 정부였다.
1960년 3월 수카르노는 선출된 국회를 해산하고 처음으로 자신의 정부에 군사를 가져온 지정된 국회와 함께 대체하였다.  8월 그는 네덜란드령 뉴기니 (서파푸아주) 지배에 네덜란드와 외교 관계를 끊었다.  서파푸아주가 1961년 12월 독립을 선언한 후, 수카르노는 서이리안 자야 주에 급슥들을 명령내렸다.
9월 그는 8월 네덜란드와 외교 관계를 끊은 서이리안 자야 주의 논쟁에 관하여 유엔에서 연설을 하였다.  이어진 해 4월 미국을 방문한 수카르노는 자신이 미국의 성원을 위한 복귀에서 자신이 공산주의를 반대하려고 했다고 존 F. 케네디 대통령에게 말했다.  비동맹 국가로서 그의 외교 정책은 동서간에 균형이 잡혔다.
1962년 그가 술라웨시섬을 방문했을 때 더많은 암살 시도들이 일어났다.  서이리안 자유 주는 벙커 계획 아래 1963년 5월 인도네시아의 권한 아래로 가져왔다.  동년 7월 그는 국회에 의하여 자신을 종신 대통령으로 선포하였다.
서부의 대중매체가 간절히 그를 독재자로서 묘사한 동안 수카르노의 지배는 사실 당시 제3세계의 독재주의 정부들을 위하여 가끔 경우였던 것보다 더욱 순하였다.  사형 혹은 정치적 수용소들은 수카르노의 지배 아래 아직 듣지 못했고, 좌파로 그의 급진적 운동 마저 곧 오파로 숙고된 권력들의 정치적 억압으로 이어져 미국과 영국이 자신의 인도네시아의 혁명을 방해하고 있었다는 그의 사실적 믿음에 기초를 두었다.  그 동안 인도네시아 공산당원들은 인도네시아를 진보된 공산주의 국가로 만드는 것을 향한 운동으로서 영국인, 불교도들과 외국인들로부터 제도적으로 압수된 재산들이었다.
수카르노는 또한 영국이 성원한 말레이시아 연방을 반대하였으며 그것이 영국의 이익들을 진보시키는 데 친식민주의적 음모였다고 주장하였다.  어떤 정치적 요소들이 사라와크와 브루네이의 영국령 보르네오에서 연방 계획을 반대하고 수카르노와 자신들을 동맹할 때 부분적으로 정당했던 그의 정치적 제의의 악의에서 말레이시아는 1963년 9월에 선포되었다.  이 일은 인도네시아-말레이시아의 직면과 인도네시아의 인도네시아의 남아있던 미국의 원조의 종말로 이끌었다.  미국의 후원을 받은 초기 말레이시아 연방이 의석을 차지하면서 1965년 수카르노는 유엔 안전 보장 이사회에서 인도네시아를 빼냈다.  1965년 8월 9일 공공 장소에서 그가 쓰러질 때 수카르노의 늘어나는 지병에 시위 운동이 일어났고, 그는 비밀적으로 신부전으로 진단되었다.  수카르노는 주권, 특히 이슬람주의, 공산주의와 항상주의의 군사를 위하여 경쟁된 다양한 양식들에 균형을 이루는 데 시도하였다.  이 것은 국가의 철학을 안내하고, 방글라데시의 셰이크 무지부르 라흐만에 영향을 주려고 한 4개의 원리들을 알렸다.  어떤 범위로 그는 성공하였다.  확실히 그는 식민주의적 권력들에 의하여 뒤로 남겨진 것의 외부로 일관된 국가를 형성하는 데 "국가의 아버지"로서 많은 일을 하였다.

## 권력으로부터 축출

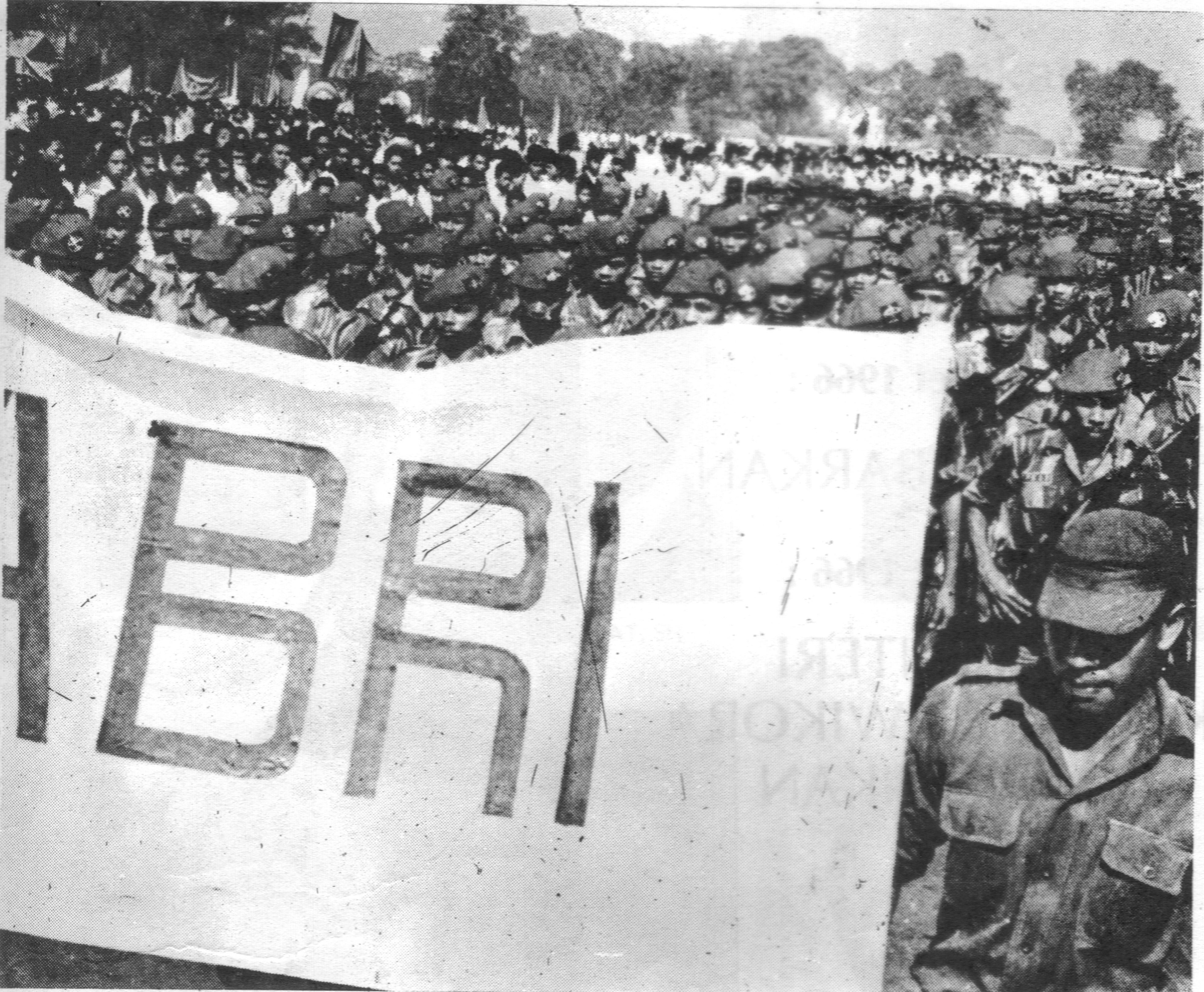
수카르노의 축출 후 승리의 군사 행렬

1965년 9월 25일 수카르노는 인도네시아가 "사회주의의 이행"이 될 "혁명의 2번째 단계"로 들어가고 있었다는 것을 진술한 연설을 하였다.  이 당시 인도네시아는 쌀의 부족과 높은 인플레이션으로부터 비틀어지고 있었으며 국가를 가로질러 거대한 부패들로 이끌었다.  수카르노는 국제 통화 기금과 세계 은행을 떠나는 데 명령을 내려 도망간 인플레이션의 경제를 식민지 이후의 혼잡이 되는 데 통치하는 그들의 노력들을 숙고하였다.
9월 30일의 밤 인도네시아의 최고 반공주의자 장군들의 6명이 납치되어 고문을 당하고 동부 자카르타의 루방 부아야 지역에 있는 우물로 내던져졌다.  공산당이 상상된 쿠데타를 유발시킨 것으로 핑계가 대어진 동안 어떤 증거는 수카르노의 후원자들이 그 뒤에 있다고 나타내어 군사적 내부와 전국 둘다의 반공주의 당파들의 오름을 근심하였다.  한명의 생존자 압둘 하리스 나스티온은 살인의 음모를 탈출하였으나 그의 막내딸 아데 이르마 수리야니와 그의 부관 피에르 텐데안 중위를 잃었다.  그 밤의 사건들은 "9월 30일 운동" 혹은 ""게라칸 9월 30일"의 단축으로서 "G30S/PKI"로 언급된다.
쿠데타의 지도자들과 육군 반란군들이 국가를 차지하려는 시도에 자카르타의 중앙 광장에 떼를 짓는 동안 자신의 안전을 위하여 수카르노는 할림 공군 기지의 안전 지대로 달아났다.  6일 후에 수카르노는 비난하였다.  그는 실패한 쿠데타를 위하여 육군에 반란을 핑계되었다.  육군의 전략적 지원군의 사령관 수하르토 소장과 군사의 나머지는 공산당에 단속을 시작하였다.  충성적인 육군은 반공주의 기구들과 개인들에게 공산주의의 동정심의 용의자로서의 살해로 이끈 쿠데타의 제거된 나머지에 가입하는 데 용기를 주었다.  살해 사건들은 수마트라섬, 동자와주와 발리섬에서 집중되었다.  1966년 봄 10만명에서 수백만명의 절반으로 측량된 인도네시아인들이 군인, 경찰과 친수하르토 자경단원들에 의하여 살해되었다.  인도네시아의 이슬람교도들은 자신들의 반공주의 지위를 공고하였다.  학생들은 중화인민공화국 대사관의 관리들에 연루된 뉴스에 폭동을 일으켰다.  중화인민공화국 대사관은 시위자들에 의하여 침략되어 약탈되었고, 타이완과 베이징 둘다를 성원한 화교들이 목표물이 되었다.
수하르토가 자신의 손을 강화시키는 데 상황을 이용한 동안 수카르노의 권력에 지배력은 위기에 의하여 약해졌다.  1966년 3월 11일 수하르토와 군사에서 그의 성원자들은 평화를 복구하는 명령에서 수카르노가 수하르토에게 전부의 행정적 권력들을 내준 동안 "3월 11일 명령"으로 불린 대통령 명령을 발포하는 데 수카르노를 강요하였다.  대통령 명령을 얻은 후, 수하르토는 인도네시아 공산당을 폐지하여 그들을 불법의 정당으로 선언하였다.  그는 또한 수카르노에 충성적인 공산당원으로 지내온 많은 고위급 공무원들을 체호하였으며, 더욱 나가 수카르노의 정치적 권력과 영향력을 줄였다.  그 후에 전부의 보고들과 가능한 문서들은 9월 3일 운동이 파괴된 것에 관하여 정보를 담아 이어진 사건들의 실제의 원인들로서 정보를 품었다.
1991년 정부의 장관은 국내의 공문서들이 이 편지의 복사를 소지하였다고 인정하였고, 1992년 다른 정부의 장관은 그것을 국내의 공문서들로 제출하는 데 원래 문서의 인정에서 누구인가를 요구하였다.  하지만 공문서들에서 그런 문서가 존재하고 그 복사는 원래 문서의 성실한 복사문으로 주장한 몇몇의 목격자들로부터 증언이 있다.
수카르노는 1967년 3월 12일 자신의 전 제휴자 나수티온에 의하여 이끌어진 인도네시아의 지방적 의회에 의하여 자신의 대통령 칭호를 박탈당하고, 1970년 7월 21일 69세의 나이로 자카르타에서 사망할 때까지 자택 감금 아래 남아있었다.  그는 동자와주 블리타르에 있는 묘지에 안장되었다.
최근 10년간 세월에 그의 무덤은 이슬람교와 함께 연합한 장소들로 라마단이 있는 동안 순례 여행의 전통인 지라야에 자와섬 무슬림이 방문하는 장소들의 조직에서 의미있는 회합 장소이며, 어떤 인도네시아인들에게는 인도네시아에서 이슬람교를 확산시킨 9명의 성인 "왈리 송고"의 것들로 동등하게 의미있는 장소이다.
인도네시아의 5대 대통령 (2001 ~ 04)을 지낸 메가와티 수카르노푸트리는 수카르노의 딸이다.

## 추측과 이론들
수카르노의 권력으로부터 축출로 이끈 위기를 일으킨 자들에 관한 추측이 아직도 있다.  하나의 전망은 인도네시아 공산당이 6명의 장군들의 살인을 명령하였고, 다른이들은 수카르로에 핑계를 대며 아직도 다른이들은 수하르토가 대통령직을 위하여 가능한 경쟁자들을 축출시키는 데 암살들을 지휘했다고 믿는다.  공식적 미국 중앙정보국의 문서들의 1990년대 발간 전에 정보국의 연루를 암시하는 몇몇의 다큐멘터리들도 또한 마지막 10년의 세월에 만들어져 왔다.

## 수상
- 레닌 평화상 (1960년)

## 가족 관계

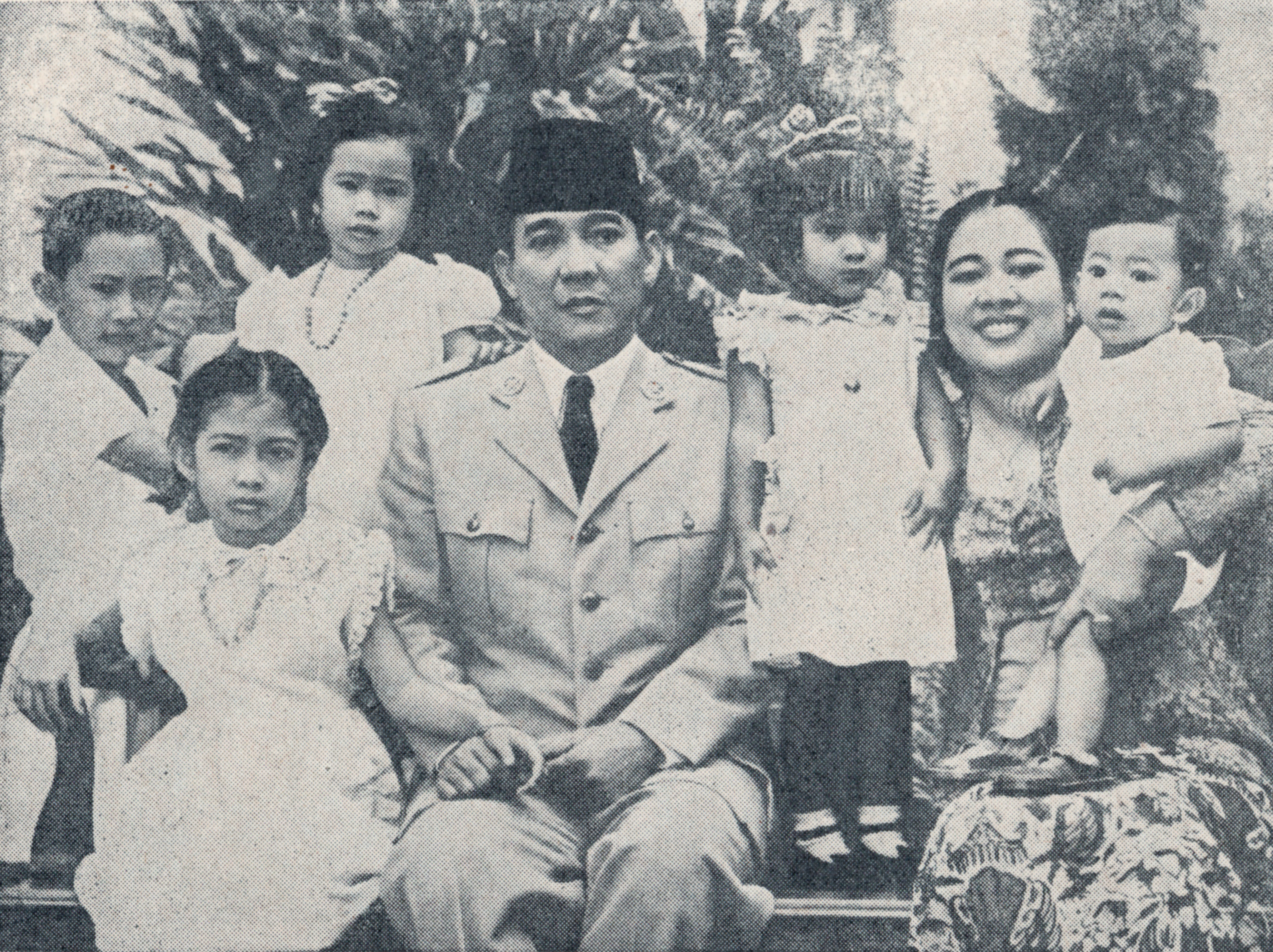
수카르노 가족 (1952년)

부인
- 오에따리(1921–1923)
- 잉깃 가르나시 (1923–1943)
- 팟마와티(1943–1956)
- 하르티니 (1952–1970)
- 카르티니 마노뽀(1959–1968)
- 랏나 사리 대위(1962–1970)
- 하르야티(1963–1966)
- 유리크 상으르 (1964–1968)
- 헬디 자바르 (1966–1969)

자식
- 군투르 수카르노 뿌트라 (남)
- 메가와티 수카르노푸트리 (여)
- 라치마와티 수까르노 뿌트리 (여)
- 숙마와티 수까르노 뿌트리 (여)
- 구루 수카르노 뿌트라 (남)
- 타우판 수카르노 뿌트라 (남)
- 바유 수카르노 뿌트라 (남)
- 토톡 수르야완 (남)
- 카르티까 사리 대위 수카르노 (여)

## 같이 보기
- 독립운동
- 모하마드 하타